# Mittelschild
Als Mittelschild wird in der Heraldik ein in der Mitte eines Wappens liegender, kleinerer Wappenschild bezeichnet, wenn sich darauf ein noch kleinerer, so genannter Herzschild befindet. Er heißt also nicht Mittelschild, weil er sich zweidimensional gesehen in der Mitte (zentral) befindet, sondern dreidimensional gesehen zwischen zwei Schildformen, einer größeren und einer kleineren.
Ab der zweiten Hälfte des 15. Jahrhunderts wurde diese Bereicherung der Wappen eingeführt. Die Schilde entstanden durch Zusammenlegung mehrerer Wappen in einem Schild. Der Mittelschild befindet sich in der Mitte des Hauptschildes, der dem Mittelschild wiederum mittig aufgelegte Herzschild zeigt dabei in der Regel das vornehmste Wappen, das Stammwappen, bzw. bei Staatswappen das des Stammlandes oder der regierenden Dynastie. Der Mittelschild ist also ein Medium und ist daher etwas größer als ein Herzschild. 
Der Mittelschild darf dabei nicht mit der Gemeinen Figur Schildlein verwechselt werden. Da die Schildlein ledig sein müssen, eignen sich nur Mittelschilde und Herzschilde zur Aufnahme besonderer Wappenbilder.